# Hallviken
Hallviken ist ein Ort (småort) in der schwedischen Provinz Jämtlands län und der historischen Provinz Jämtland.
Der Ort in der Gemeinde Strömsund liegt an der Inlandsbahn. Die Europastraße 45 führt durch den Ort. In den Kriegsjahren 1940 bis 1943 befand sich hier eine Militärflugbasis.